# Důkaz (Asimov)
Důkaz (anglicky „Evidence“) je vědeckofantastická povídka spisovatele Isaaca Asimova, která vyšla poprvé v září 1946 v časopise Astounding Science Fiction. Byla následně zařazena do sbírek I, Robot (1950), The Complete Robot (1982) a Robot Visions (1990). Česky vyšla ve sbírkách Já, robot (Triton, 2004) a Robohistorie II. (Triton, 2004). Je to první povídka, ve které autor použil myšlenku humanoidního robota, který se stal předstupněm pro R. Daneela Olivawa, humanoidního robota ze série o robotech. Zároveň je jedinou povídkou, kterou Asimov napsal během své služby v armádě USA (období od 1. listopadu 1945 do 26. července 1946).
Příběh pojednává o možné záměně člověka s robotem. Protagonista příběhu Stephen Byerley (jenž je nařčen svým protivníkem Francisem Quinnem, že je humanoidní robot) se objevuje i v jiné autorově povídce „Konflikt nikoli nevyhnutelný“, kde zastává vysokou funkci světového koordinátora.

## Postavy
- Susan Calvinová – robopsycholožka firmy Americká korporace robotů a mechanických lidí (AKRaML, anglicky US Robots and Mechanical Men)
- Alfred Lanning – čestný ředitel výzkumu AKRaML
- Stephen Byerley – právník a kandidát na místo starosty nejmenovaného města
- Harroway – policista
- Francis Quinn – politik, snaží se zdiskreditovat Stephena Byerleyho
- Lenton – manažer Byerleyho volební kampaně

## Děj
Stephen Byerley je úspěšný právník, slušný muž, který nikdy nepožaduje trest smrti. Kandiduje na místo starosty nejmenovaného amerického velkoměsta. Při kampani se jej snaží zdiskreditovat Francis Quinn, který tvrdí, že Byerley je humanoidní robot (robot s lidskou podobou téměř nerozeznatelnou od člověka). Pokud by se to prokázalo, antirobotická hysterie (tzv. Frankensteinův komplex) by Byerleye zruinovala, protože nikdo z lidí by si nedokázal představit robota v politické funkci, navíc roboti nejsou na Zemi ani běžně povoleni. Quinn navštíví jediného výrobce pozitronických mozků pro roboty, firmu AKRaML. Obrátí se na čestného ředitele výzkumu dr. Alfreda Lanninga, u rozhovoru je přítomna i dr. Susan Calvinová. Quinn argumentuje, že Byerlye nikdy nikdo neviděl spát, ale dokonce ani jíst a pít. Zatímco Lanning je ve věci skeptický, dr. Calvinová připouští nepatrnou možnost, že je to pravda (Calvinová zde vystupuje mnohem rozhodněji než ředitel Lanning).
Všechny pokusy dokázat Byerleyho (ne)humanitu selhávají. Při setkání s Calvinovou a Lanningem pozře jablko, což však podle robopsycholožky ještě nic neznamená, může být vybaven i žaludkem (podobně jako např. humanoidní robot R. Daneel Olivaw v jiných Asimovových příbězích). Quinn učiní pokus svého soka zrentgenovat, ale Stephen Byerley nosí u sebe stínicí zařízení. Při všech těchto pokusech zůstává klidným a nevzrušeným poukazujíce na to, že pouze brání svá občanská práva. Quinn tvrdí, že žádná taková nemá, protože je robot, ale Byerley kontruje, že to nebylo dokázáno. Quinn se zaměřil na jeho starého zmrzačeného učitele, o němž si myslí, že je pravým Stephenem Byerlyem a Byerley ve veřejné funkci je pouze jeho humanoidní výtvor. Opírá se o fakt, že Byerley měl v minulosti vážnou dopravní nehodu.
Calvinová upozorní, že by bylo vhodnější použít psychologii. Pokud je Stephen Byerley skutečně robot, musí dodržovat zákony robotiky, jakékoliv porušení by jej paralyzovalo. Pokud by zákony robotiky evidentně porušil, je to důkaz, že je člověkem. Nicméně pokud zákony robotiky dodržuje, ještě to neznamená, že je robot, protože tyto zákony jsou jistým morálním kodexem, kterým se v obecné rovině může řídit i jakýkoli slušný člověk.
Aby se dokázalo, že je člověkem, musel by např. zaútočit na člověka. Obviněný právník ale nehledí na rozpoutanou aféru kolem své osoby a nevydává žádná prohlášení, které by Quinnovo tvrzení vyvracely. Kampaň zaměřená proti němu nabývá na síle. Při jednom projevu na balkónku jeho řeč naruší jeden z protestujících mužů. Je předveden nahoru a Byerley mu dá slovo. Muž chce důkaz, že kandidát na starostu není robot a požaduje, aby jej uhodil do tváře. Byerley to udělá přede všemi přítomnými lidmi, což jim jako důkaz stačí. Quinnova štvavá kampaň je v troskách a Byerley ve volbách zvítězí.
V závěrečné scéně hovoří dr. Susan Calvinová s čerstvě zvoleným starostou Byerleym. Podotýká, že robot by byl ideální starosta, nepodléhal by korupci, svou funkci by zastával díky robotickým zákonům co nejlépe a vždy ve prospěch lidí. Byl by imunní vůči lákadlům moci, předsudkům a hlouposti. Poznamená, že robot může obejít první zákon robotiky pouze v jediném případě - že totiž jeho protivník je také humanoidní robot. Tím je naznačeno (nikoli vysvětleno), že muž na balkóně mohl být nastrčený humanoidní robot, což by v takovém případě nedokazovalo, že Byerley je člověk.
Závěrem se Calvinová loučí slovy, že jej snad za 5 let podpoří při dalších volbách.